# Lac La Plonge
Le lac La Plonge est un lac glaciaire situé dans le Nord-Ouest de la Saskatchewan au Canada. Son principal émissaire est la petite rivière La Plonge qui se jette dans la rivière Castor, après un court parcours de cinq kilomètres, au niveau de la réserve amérindienne de Beauval. Les eaux du lac La Plonge alimente le lac Île-à-la-Crosse.

## Toponymie
Le lac a reçu ce nom à l'époque des trappeurs canadiens-français et Métis qui arpentaient cette région septentrionale de la Saskatchewan.

## Climat
Le lac La Plonge peut geler dès le mois de novembre et demeurer gelé jusqu'en mai. Il s'étend dans un paysage de taïga.

## Faune
Le lac comprend plusieurs espèces de poissons dont le doré jaune, le doré noir, la perchaude, le grand brochet, le touladi, le grand corégone, le meunier noir, le meunier rouge et la lotte.